# Magnus Börjesson
Magnus Börjesson, född 1964, är en svensk tidigare handbollstränare och handbollsspelare. Han har efter tränarkarriären varit aktiv i IK Sävehofs styrelse, bland annat vice ordförande.

## Klubbar som spelare
- IFK Skövde (–1989)[1]
- IK Sävehof (1989–1994)

## Tränaruppdrag
- IK Sävehof (1994–2000)
- Sveriges U19-/U21-herrlandslag födda 1988–1989 (2005–2009)